# Воля-Задеревацька сільська рада
Воля-Задеревацька сільська рада — орган місцевого самоврядування у Стрийському районі Львівської області. Адміністративний центр — село Воля-Задеревацька.

## Загальні відомості
Водоймища на території, підпорядкованій даній раді: річка Сукіль.

## Населені пункти
Сільській раді підпорядковані населені пункти:
- с. Воля-Задеревацька
- с. Задеревач

## Склад ради
Рада складається з 16 депутатів та голови.

### Керівний склад попередніх скликань
| ПІБ                   | Основні відомості                                   | Дата обрання | Дата звільнення |
| --------------------- | --------------------------------------------------- | ------------ | --------------- |
| Хомин Руслан Іванович | Сільський голова, 1975 року народження, освіта вища | 26.03.2006   | 31.10.2010      |
| Хомин Руслан Іванович | Сільський голова, 1975 року народження, освіта вища | 31.10.2010   |                 |

Примітка: таблиця складена за даними джерела